# Gražina Tulevičiūtė
Marijona Gražina Tulevičiūtė (nacida el 3 de enero de 1934 en Stakliškės,  y fallecida el 28 de noviembre de 2014 en Vilnius) fue una jugadora de baloncesto soviética. Consiguió 2 medallas en competiciones oficiales con URSS.